# Элек, Акош
Акош Элек (венг. Elek Ákos; 21 июля 1988, Озд, Венгрия) — венгерский футболист, опорный полузащитник. Участник чемпионата Европы 2016 года.

## Клубная карьера
Элек начал карьеру в клубе второго дивизиона «Казинцбарцика». В 2008 году он перешёл в «Видеотон». 26 июля 2008 года в матче против «Шиофок» Акош дебютировал в чемпионате Венгрии. В 2011 году Элек стал чемпионом Венгрии. В 2012 году он на правах аренды перешёл в турецкий «Эскишехирспор». 25 января в матче против «Трабзонспора» Акош дебютировал в турецкой Суперлиге, заменив во втором тайме Родриго Тельо.
Летом того же года он вернулся на родину, подписав контракт с клубом «Диошдьёр». 27 июля в матче против «Уйпешта» Акош дебютировал за новую команду. 5 октября в поединке против МТК Элек забил свой первый гол за «Диошдьёр». В 2014 году он помог клубу завоевать Кубок Венгрии.
В начале 2015 года Акош перешёл в китайский «Чанчунь Ятай». 8 марта в матче против «Шаньдун Лунэн» он дебютировал в китайской Суперлиге. 3 мая в поединке против «Тяньцзинь Тэда» Элек забил свой первый гол за «Ятай». После окончания сезона Акош вернулся в «Диошдьёр».
В марте 2017 года Акош подписал контракт на два года с казахстанским клубом «Кайрат». Провёл в чемпионате Казахстана 28 матчей и завоевал с командой серебряные медали. В Кубке страны сыграл три игры в полуфиналах и финале и выиграл этот приз. В квалификации Лиги Европы участвовал в 4 играх. В сезоне 2018 года провёл в чемпионате 22 игры, тоже без голов, и вновь удостоился серебряной медали чемпионата. Сыграл 5 игр в квалификации Лиги Европы. И с «Кайратом» вновь стал обладателем Кубка страны, хотя клуб намеренно в Кубке выступал без легионеров.

## Международная карьера
5 июня 2010 года в товарищеском матче против сборной Нидерландов Акош дебютировал за сборную Венгрии, заменив во втором тайме Шандора Торгхелле. 10 августа 2011 года в поединке против сборной Исландии Элек забил свой первый гол за национальную команду.
В 2016 году Акош в составе сборной принял участие в чемпионате Европы во Франции. На турнире он сыграл в матчах против команд Португалии и Бельгии.

### Голы за сборную Венгрии
| #  | Дата            | Место                            | Противник | Счёт | Результат | Соревнование      |
| -- | --------------- | -------------------------------- | --------- | ---- | --------- | ----------------- |
| 1. | 10 августа 2011 | Ференц Пушкаш, Будапешт, Венгрия | Исландия  | 4:0  | 4:0       | Товарищеский матч |

## Достижения
«Видеотон»
- Чемпион Венгрии: 2010/2011

«Диошдьёр»
- Обладатель Кубка венгерской лиги: 2013/14
- Финалист Кубка Венгрии: 2013/2014

«Кайрат»
- Серебряный призёр чемпионата Казахстана (2): 2017, 2018
- Обладатель Кубка Казахстана (2): 2017, 2018